# Arkeologiskt friluftsmuseum

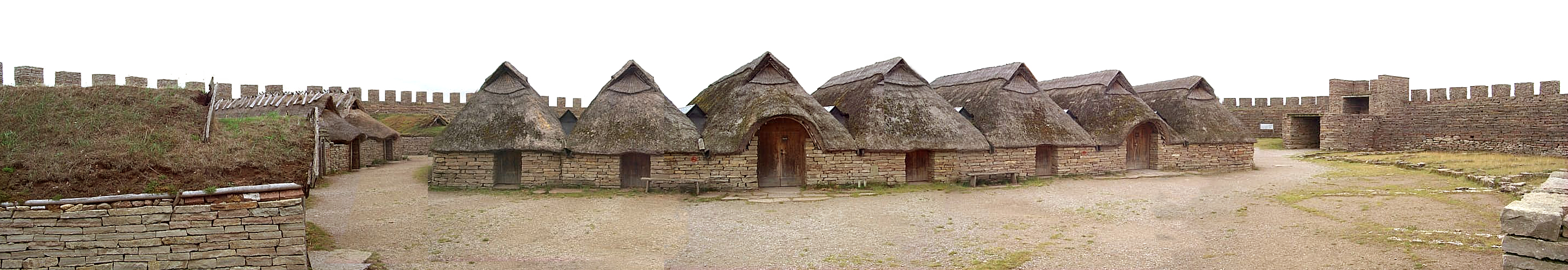
Eketorp borg, rekonstruktion efter utseende under vikingatiden.

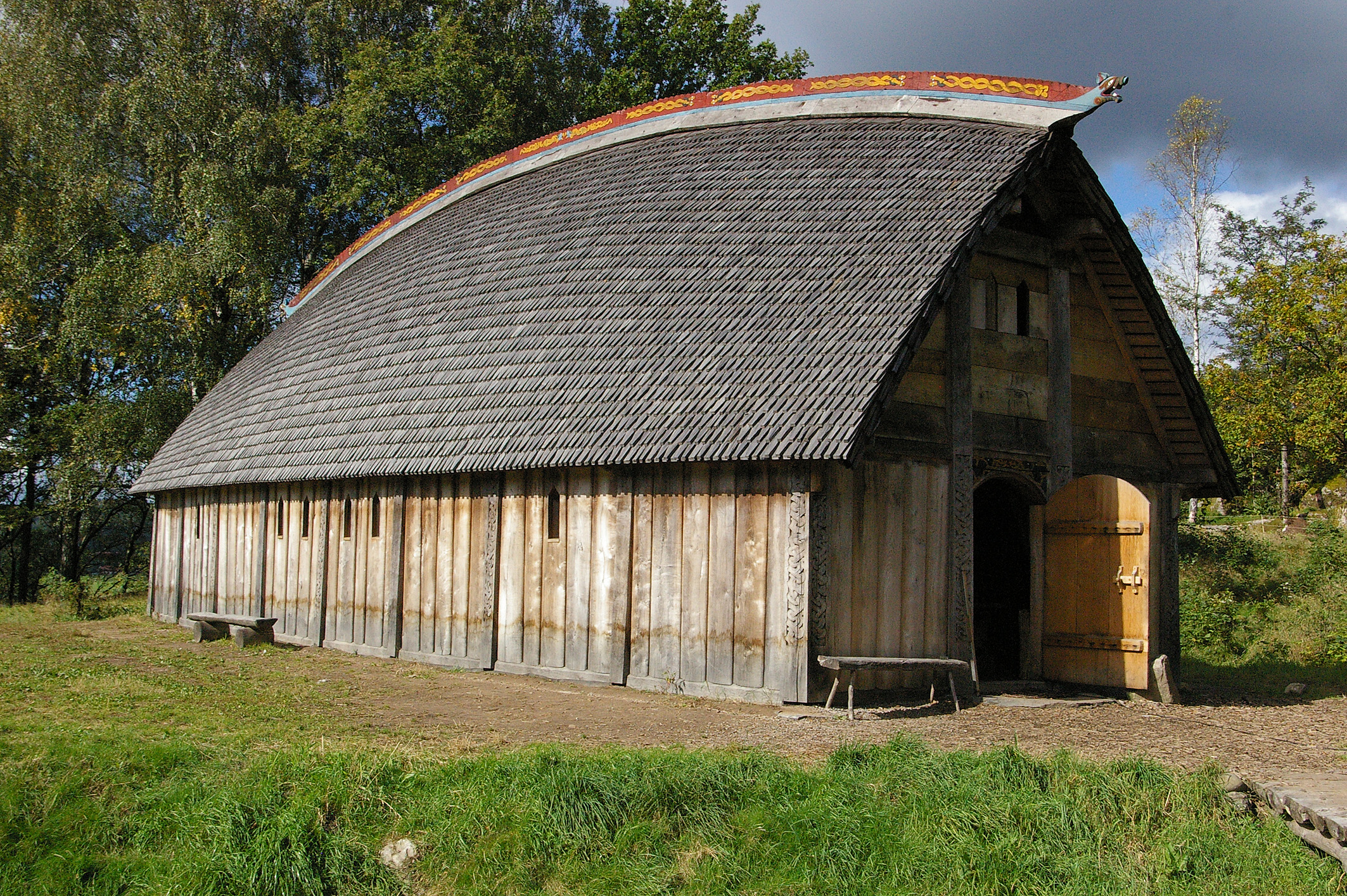
Ale stormansgård, rekonstruktion efter hus från 600-talet.

Ett arkeologiskt friluftsmuseum är en typ av friluftsmuseum med fullskaliga rekonstruktioner av byggnader baserade på arkeologiska källor. Det fungerar ofta även som bas både för forskning om och för förmedling av kunskap om hur man levde och arbetade i äldre tider.

## Historia
Genom beslut av International Council of Museum (ICOM) 1957 lades den internationella grunden till denna museityp. ICOM:s protokoll stadgar att ett arkeologiskt friluftsmuseum innehåller rekonstruktioner av sådana historiska byggnader som inte längre existerar, uppförda efter strikta vetenskapliga metoder med anpassade inredningar.
Genom levandegörande av dessa återskapade miljöer med människor i tidstypiska kläder åskådliggörs också det immateriella kulturarvet i form av återgivande av äldre seder, berättelser, musik och sånger.
Ett försök till ett arkeologiskt friluftsmuseum i Sverige gjordes redan 1932. Detta året utgrävdes ett långhus från järnåldern i Lojsta på Gotland och på platsen uppfördes en rekonstruktion av huset. Avsikten var dock endast att åskådliggöra själva byggnadskonstruktionen. Inga inredningar gjordes därför och byggnaden blev ett monument och ej en levande forntidsmiljö.    
Utgrävningen av den forntida ringborgen Eketorp på Öland resulterade i en vilja att återuppföra en del av borgens stenmur och några av de framgrävda husen. Arbetet planerades redan 1972 men påbörjades på allvar först 1978. Även här var emellertid i initialskedet huvudintresset koncentrerat på själva byggnadskonstruktionerna. Samma år, 1978, påbörjades uppförandet av järnåldersgården Stavgard på Gotland. Här var, till skillnad från tidigare projekt, målsättningen redan från start att bygga upp en pedagogisk forntidsmiljö. Byggnaderna blev närmast tidstrogna ”kulisser” kring vilka verksamheten skulle utspelas. 
1980 tog arkeologen Sven Rosborn vid Malmö museum tillsammans med arkeologerna Göran Burenhult och Lars Larsson initiativ till projektet “Forntid i nutid”, i Skånes Djurpark i Höör. Tillsammans med representanter för olika forskningsinstitutioner vid Lunds universitet, från lärareutbildning och från intresserad allmänhet blev projektet ett viktigt steg mot framtida arkeologiska friluftsmuseer i Sverige. För första gången rekonstruerade man i Sverige olika stenåldersmiljöer; en jägarstenåldersboplats, ett långhus från bondestenåldern samt en megalitgrav. Snart fick projektet en uppföljare i Ekehagens förhistoriska bykomplex i Västergötland.
Under 1990-talet uppfördes en stor mängd av husrekonstruktioner men också arkeologiska friluftsmuseer i Sverige. En viktig orsak till detta intresse var den omfattande, lagskyddade arkeologiska verksamheten som hade öppnat upp intresset för forntiden hos en bred svensk allmänhet. Den höga arbetslösheten under 1990-talet spelade också en stor roll. Genom att landets offentliga sektor kunde placera arbetslösa i arbeten med att rekonstruera forntiden skapades ekonomiska möjligheter för många projekt.
EXARC är den internationella organisationen bakom arkeologiska friluftsmuseer och experimentell arkeologi.

## Experimentell arkeologi
Denna forskningsinriktning är nära förknippad med rekonstruktioner av forntidsmiljöer. Uppförandet av Lojstahuset 1932 var ett projekt utifrån denna tankegång men redan innan 1932 hade mindre projekt genomförts för att utröna hur arkeologiskt funna föremål en gång använts.
Genom grundandet av Institutet för forntida teknik 1980 i Östersund skapades en viktig, modern plattform för den svenska experimentella arkeologin. Initiativtagare och eldsjäl bakom institutet var Tomas Johansson och verksamheten kom att integreras med Bäckedals folkhögskola. En viktig produkt från institutet var tidskriften ”Forntida teknik” som under 15 år kom ut i 2000-3000 exemplar med totalt närmare 800 sidor. Institutets Internetsida var också mycket omfångsrik och skapade intresse för experimentell arkeologi långt utanför projektets geografiska närområde.
Under 2000-talet har arkeologen Anders Ödman vid Lunds arkeologiska institution blivit en föregångare inom experimentell arkeologi. Genom att ge universitetskurser i ämnet har också den experimentella arkeologin fått större akademisk acceptans.         

## Lista över större, aktiva arkeologiska friluftsmuseer i Sverige
1978, Stavgard, Gotlands län, gård, yngre järnålder
1978, Eketorp, Kalmar län, borg, yngre järnålder och medeltid
1983, Ekehagen, Västra Götalands län, by, olika tider
1989, Gunnes Gård, Upplands Väsby, Uppsala län, gård, vikingatid
1995, Fotevikens vikingastad, Skåne län, stad, vikingatid
1996, Årsjögård, Årsunda, Gävleborgs län, gård, vikingatid
1999, Skäftekärr, Kalmar län, gård, yngre järnålder
2001, Ale vikingagård, Västra Götalands län, gård, vikingatid
2006, Birka, Stockholms län, stadsbebyggelse, vikingatid